# Monika Dohles
Monika Dohles ist eine ehemalige deutsche Fußballspielerin.

## Karriere
Unter der Dachorganisation des Hessischen Landesverbandes verteidigte die Frauenfußballabteilung der NSG Oberst Schiel 1977 mit Dohles, ein Jahr vorher als Torhüterin zum Verein gewechselt, die zuvor gewonnene Hessenmeisterschaft und nahm zum wiederholten Male an der Endrunde um die Deutsche Meisterschaft teil. Die erfolgreich gestalteten Spiele im erstmals ausgetragenen Achtel-, Viertel- und Halbfinale beförderten sie und ihre Mannschaft ins erste Finale der Vereinsgeschichte. Trotzte die Mannschaft am 18. Juni im Kreisstadtstadion von Bergisch Gladbach der dort ansässigen SSG 09 im Hinspiel noch ein torloses Unentschieden ab, so unterlag sie dieser am 25. Juni auf den Sandhöfer Wiesen, der Spielstätte des FC Germania 1894 in Frankfurt am Main, durch das Tor von Ingrid Gebauer in der 31. Minute mit 0:1; Dohles verließ den Verein nach nur einer Saison.

## Erfolge
- Finalistin Deutsche Meisterschaft 1977
- Hessenmeisterin 1977